# Hai (huyện)
Hai là một huyện thuộc vùng Kilimanjaro, Tanzania. Thủ phủ của huyện Hai đóng tại Hai Mjini. Huyện Hai có diện tích 2369 ki lô mét vuông. Đến thời điểm điều tra dân số ngày 25 tháng 8 năm 2002, huyện Hai có dân số 258935 người.